# Gewone heispanner
De gewone heispanner (Ematurga atomaria) is een dagactieve nachtvlinder uit de familie van de spanners. De spanwijdte bedraagt 24 tot 34 millimeter. Het is in Nederland en België een algemene vlinder op zandgrond met lichte bossen en heideplanten. De soort komt verspreid over Europa en het Nabije Oosten voor.
De vlinder is soms lastig te herkennen omdat de kleuren erg variabel zijn, wit, geel tot bruin. Ook komen vlinders voor met banden, vlekken of geen van beide. Mannetjes zijn van de vrouwtjes te onderscheiden door de sterk geveerde antennes.
De volwassen gewone heispanner voeden zich met de nectar van struikheide en verschillende soorten klaver. Struikheide dient daarnaast ook als waardplant voor deze vlinder, maar ook allerlei andere houtige en kruidachtige planten.
De rupsen verpoppen ondergronds, en de poppen overwinteren in een losse cocon, waarna ze al vanaf begin april kunnen worden gezien. De vliegtijd loopt tot begin augustus en wordt vooral gezien op warme en zonnige dagen. Per jaar worden twee generaties voortgebracht.

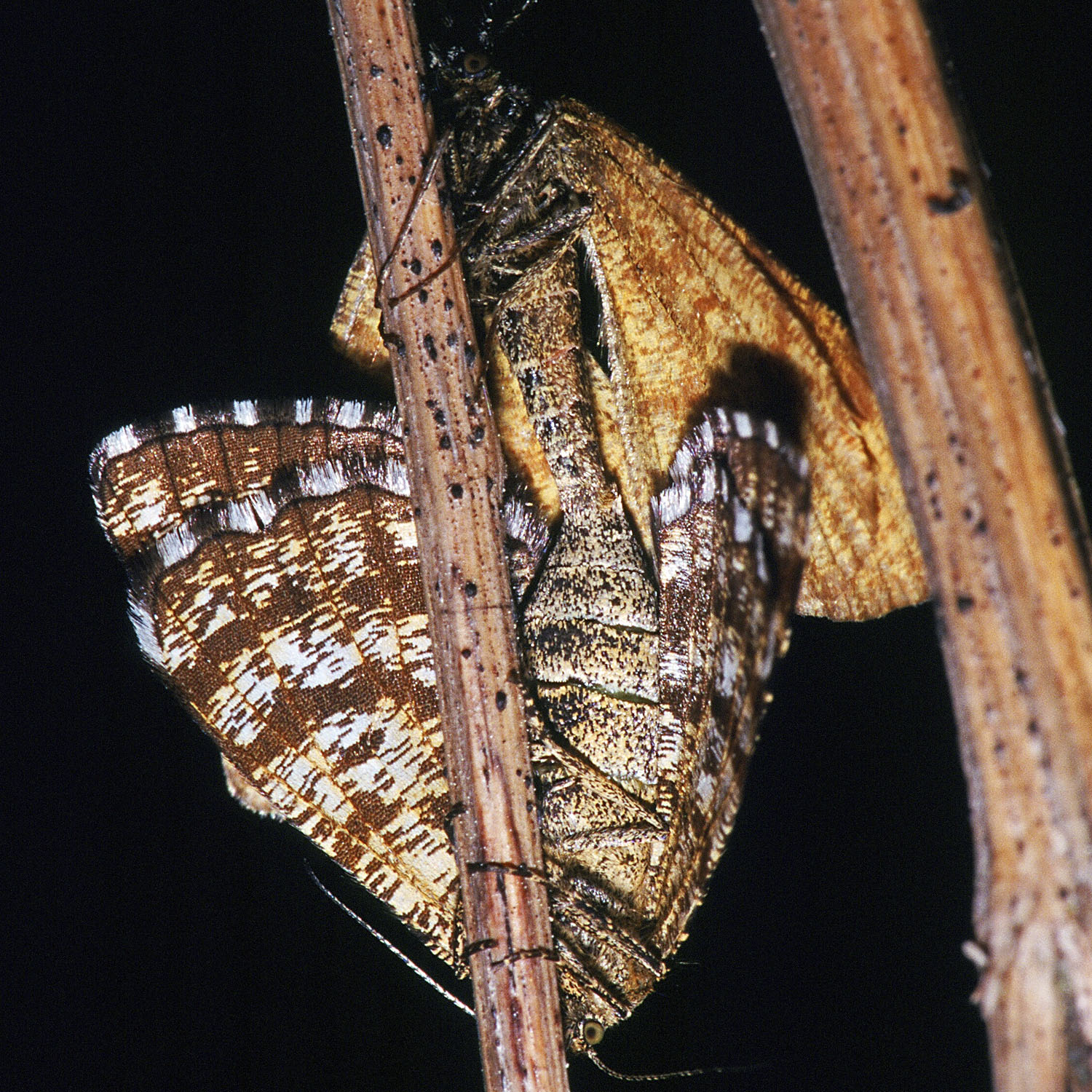
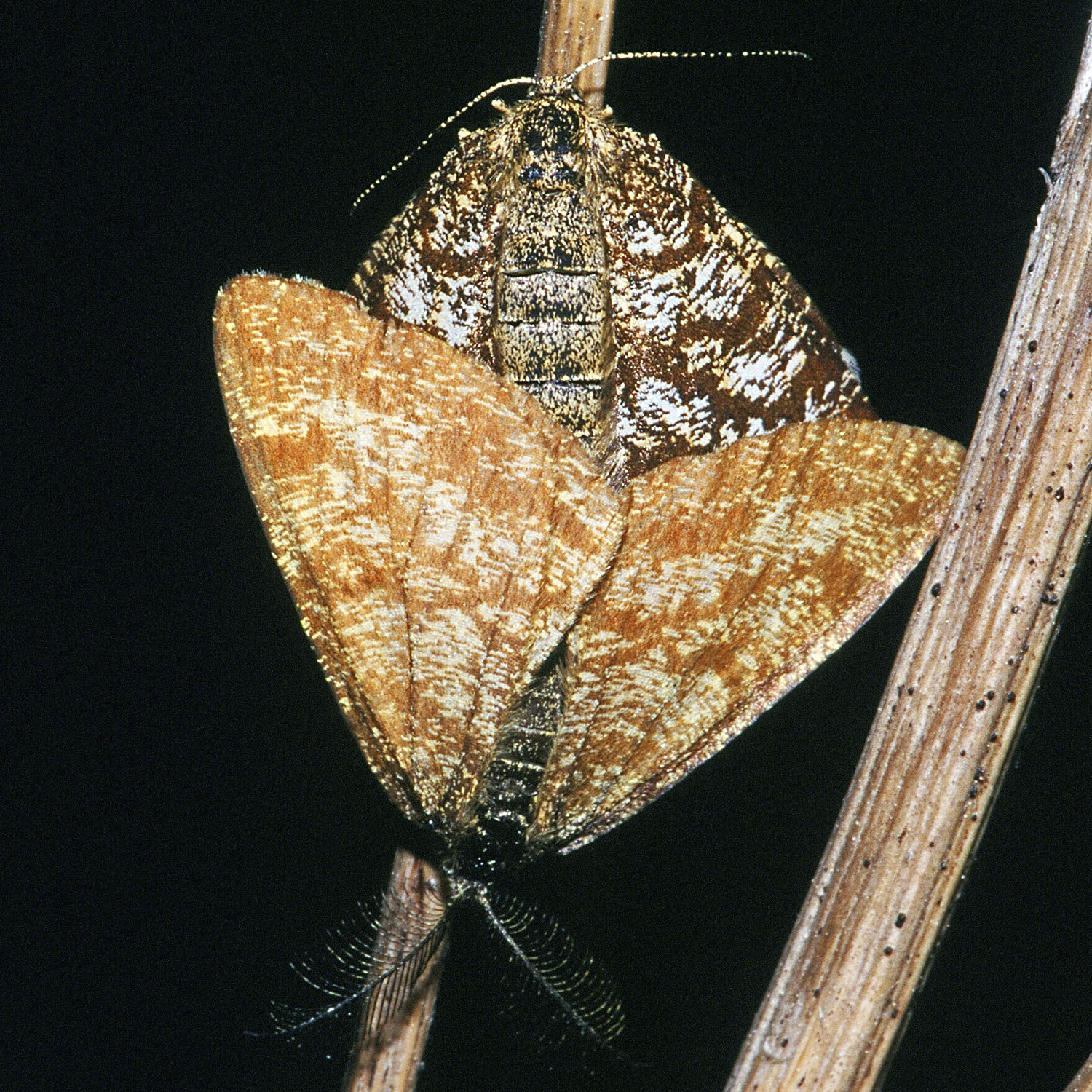